# Рамоче
Рамоче (тиб. ར་མོ་ཆེ་དགོན་པ, Вайли Ra-mo-che Dgon-pa) — монастырь буддийской школы гелуг, расположенный в Лхасе, Тибет. Считается вторым по значимости храмом после Джоканга. Расположен к востоку от Поталы и на север от Джоканга и занимает площадь 4000 м2.
Рамоче основан в 641 году, приблизительно в то же время, что и Джоканг. Одна из главных святынь храма — статуя Джово Микьо Дордже (Jowo Mikyo Dorje), небольшая бронзовая статуя Будды в возрасте 8 лет, выполненная Вишвакарманом, и привезенная в Лхасу непальской королевой Брикути (Bhrikuti).
Оригинальный храм был разрушен пожаром, современное здание было возведено в 1474 году. Храм был серьёзно поврежден во время Культурной революции в Китае. В 1986 году была произведена реставрация. Рамоче является одним из главных культурных объектов Тибетского автономного региона, находящихся под защитой, и популярным местом для паломников и туристов в Лхасе.